# مطثية مخمرة لللاكتات
مطثية مخمرة لللاكتات (الاسم العلمي: Clostridium lactatifermentans) هي نوع من البكتيريا يتبع جنس المطثية من الفصيلة المطثاوية.

## روابط خارجية
- ITIS - Catalogo delle specie